# Ataxia (banda)
Ataxia fue un grupo musical formado por el actual guitarrista de los Red Hot Chili Peppers, John Frusciante, el bajista de Fugazi, Joe Lally, y el exguitarrista de los Red Hot Chili Peppers, Josh Klinghoffer en la batería. El grupo escribió canciones durante dos semanas, y este material fue dividido en dos discos: Automatic Writing (2004), y AW II (2007). En Automatic Writing, Frusciante canta en los temas "Dust", "The Sides" y "Addition"; Klinghoffer lo hace en "Another" y Lally en "Montreal". El grupo sólo tocó en dos conciertos, ambos en el club Knitting Factory de Los Ángeles el 2 y el 3 de febrero de 2004. Posteriormente, el grupo se separó.
El nombre de la banda es un término que proviene del griego ἀταξία, un sustantivo que significa desorden, indisciplina (a- "sin" y taxiā "orden"). La palabra ataxia se emplea también como signo clínico que se caracteriza por provocar la descoordinación en el movimiento de las partes del cuerpo. 
Se sugiere también que el nombre deriva de la fusión de los nombres de Atari y Galaxian, el primero haciendo referencia a la antigua consola de vídeos y el segundo a un videojuego que consistía en dispararle a unos alienígenas con una nave espacial. Al parecer, la adicción de Frusciante por este tipo de juegos arcaicos influyó a la hora de decidir el nombre de la banda.

## Discografía
- Automatic Writing - 2004
- AW II - 2007

## Miembros
- John Frusciante - Guitarra - Voz
- Joe Lally - Bajo - Voz
- Josh Klinghoffer - Batería - Voz

- Datos: Q753827